# 航头镇 (建德市)

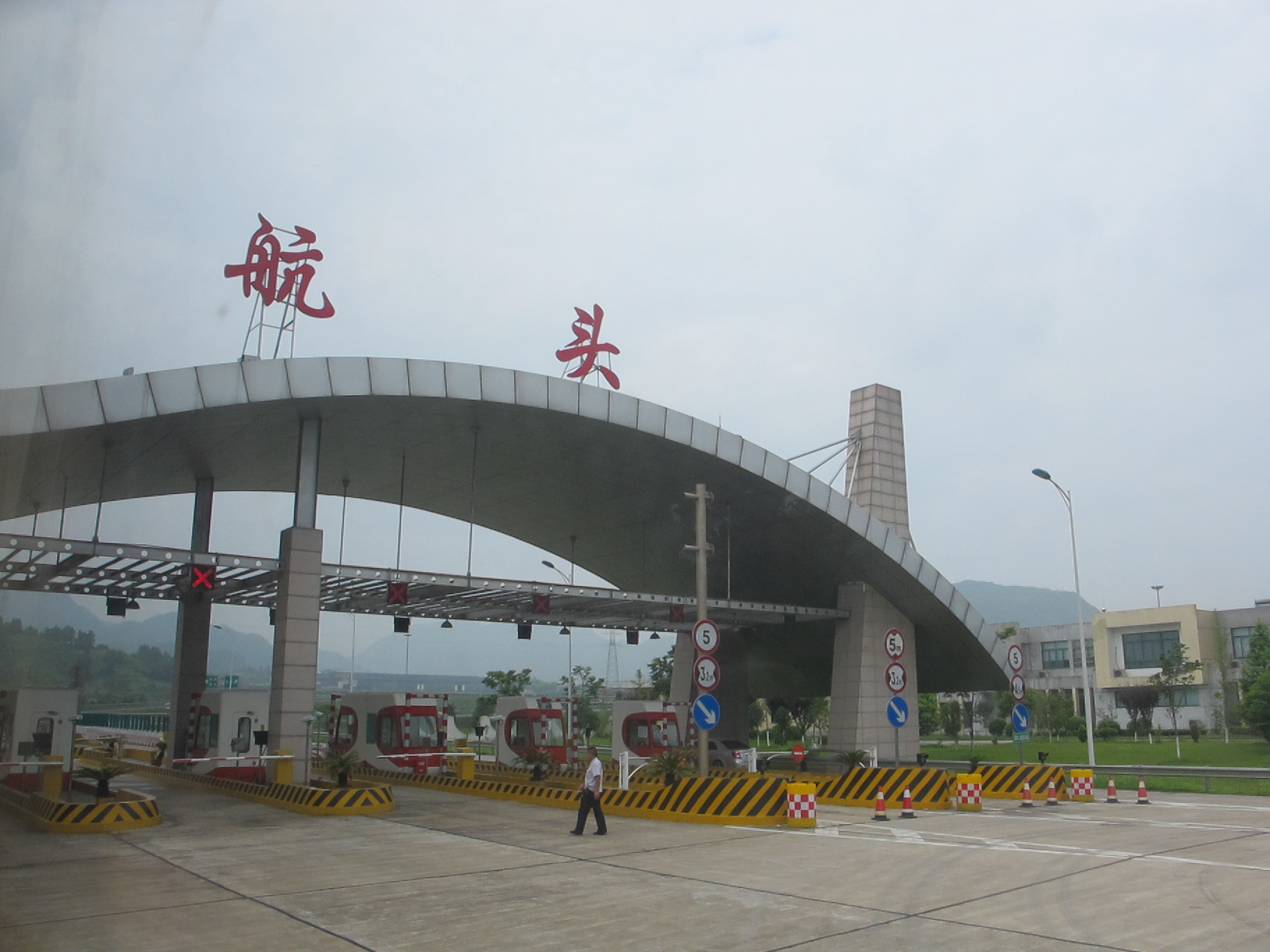
长深高速航头出口

航头镇，中国浙江省西北部建德市下辖的一个镇。

## 行政区划
现辖：
航头社区、石屏社区、罗源村、彭家村、田畈村、东村、航景村、黄木岗村、溪沿村、航川村、航头村、乌龙村、千源村、大店口村、石木岭村、钰塘村、石屏村、灵栖村、南屏村和曹源村。